# Arnold Marshall Rose
Arnold Marshall Rose (* 2. Juli 1918 in Chicago; † 2. Januar 1968) war ein US-amerikanischer Soziologe. 1955/56 amtierte er als Präsident der Society for the Study of Social Problems (SSSP). 1968 wurde er zum 59. Präsidenten der American Sociological Association (ASA) gewählt, konnte sein Amt wegen seines plötzlichen Todes aber nicht mehr antreten. Die ASA nahm ihn jedoch in die Liste ihrer Präsidenten auf, seine Präsidentschaftsadresse wurde auf der Jahrestagung 1969 von seiner Witwe Caroline Rose verlesen.
Rose erhielt sein soziologische Ausbildung an der University of Chicago, wo er sein Bachelor-Examen für Soziologie 1938, sein Bachelor-Examen für Wirtschaftswissenschaft 1939 und sein Master-Examen für Soziologie 1940 ablegte. 1946 wurde er ebendort zum Ph.D. promoviert. Nach Dozenten-Tätigkeiten an verschiedenen Universitäten wirkte er von 1952 bis zu seinem Tod 1968 als Professor an der University of Minnesota. Von 1963 bis 1965 war er zudem Abgeordneter im Repräsentantenhaus von Minnesota.
1941 unterstützte Rose Gunnar Myrdal bei dessen Forschungen für die Arbeit An American dilemma: the Negro problem and modern democracy. Für einen Wandel der Beziehungen zwischen den Rassen in den Vereinigten Staaten setzte sich Rose dauerhaft ein. Er gilt darüber hinaus als ein bedeutender Vertreter der Herrschaftssoziologie.

## Schriften (Auswahl)
- America divided, 1950
- The race question in modern science, 1951
  - in deutscher Übersetzung: Rassenvorurteile, Berlin: Colloquium-Verlag, 1953
- The Negro in America, 1957
- Sociology; the study of human relations, 1965.